# Sân bay Năm Căn
Sân bay Năm Căn, hay còn gọi là Phi trường quân sự Năm Căn trước năm 1975 là Sân bay quân sự của không quân Việt Nam Cộng Hòa. Hiện nay là tài sản của Tổng công ty Trực thăng Việt Nam (Vietnam Helicopter).  Sân bay có đường băng dài gần 1000m và có 4 bãi đáp trực thăng.

## Vị trí địa lý
Sân bay Năm Căn có vị trí tại Thị trấn Năm Căn, huyện Năm Căn, tỉnh Cà Mau. Nằm ven sông Cửa Lớn và đường Hồ Chí Minh đoạn Năm Căn - Đất Mũi. 
Sân bay có vị trí gần điểm cuối cùng của Quốc lộ 1A, cách quốc lộ 1A hơn 1km. 

## Hoạt động
Hiện nay sân bay Năm Căn đang trong quá trình nâng cấp và cải tạo đường băng cũ. Đường băng cũ có chiều dài gần 1000m được phủ ghi sắt từ thời chiến tranh Việt Nam hiện nay đã xuống cấp trầm trọng, không thể tiếp nhận các loại tàu bay. Công ty trực thăng Miền Nam đã cải tạo và thay thế bằng bê tông xi măng đoạn đầu đường băng nằm gần đầu đường băng 27, phần còn lại đang được lên kế hoạch sửa chữa. 
Các chuyến bay hiện nay được phép tiếp nhận là loại máy bay trực thăng của công ty trực thăng Miền Nam, dùng cho các trường hợp cứu nạn cứu hộ, phòng chống thiên tai, bay chuyển trường và là điểm tiếp nhiên liệu, căn cứ hậu cần cho khu vực Vịnh Thái Lan. 